# Sudbury Wolves (Original)
Die Sudbury Wolves waren ein kanadisches Eishockeyfranchise der Eastern Professional Hockey League aus Greater Sudbury, Ontario.  

## Geschichte
Die Sudbury Wolves wurden 1951 als Franchise der Northern Ontario Hockey Association gegründet. In dieser spielten sie sechs Jahre lang, ehe sie sich der Ontario Hockey Association anschlossen, an deren Seniorenmeisterschaft sie zwei Spielzeiten lang teilnahmen. Zur Saison 1959/60 wechselten die Sudbury Wolves in die erstmals ausgetragene Eastern Professional Hockey League. In dieser agierten sie von 1960 bis 1962 je ein Jahr lang als Farmteam der Toronto Maple Leafs und Detroit Red Wings aus der National Hockey League. 
Im Anschluss an die Saison 1962/63 wurde die Liga aufgelöst und auch die Sudbury Wolves stellten den Spielbetrieb ein. Seit 1972 spielt ein gleichnamiges Team in der Ontario Hockey League.

## Saisonstatistik (EPHL)
Abkürzungen: GP = Spiele, W = Siege, L = Niederlagen, T = Unentschieden, OTL = Niederlagen nach Overtime SOL = Niederlagen nach Shootout, Pts = Punkte, GF = Erzielte Tore, GA = Gegentore, PIM = Strafminuten
| Saison  | GP | W  | L  | T  | OTL | SOL | Pts | GF  | GA  | Platz    | Playoffs |
| 1959–60 | 70 | 36 | 26 | 8  | —   | —   | 80  | 310 | 283 | 1., EPHL | —        |
| 1960–61 | 70 | 28 | 33 | 9  | —   | —   | 65  | 236 | 257 | 5., EPHL | —        |
| 1961–62 | 70 | 27 | 31 | 12 | —   | —   | 66  | 235 | 271 | 4., EPHL | —        |
| 1962–63 | 72 | 27 | 32 | 13 | —   | —   | 67  | 294 | 305 | 3., EPHL | —        |